# Cyphostemma gilletii
Cyphostemma gilletii är en vinväxtart som först beskrevs av De Wild. & Th. Dur., och fick sitt nu gällande namn av Descoings. Cyphostemma gilletii ingår i släktet Cyphostemma och familjen vinväxter. Inga underarter finns listade i Catalogue of Life.